# 大阪三井物産ビル
大阪三井物産ビル（おおさかみついぶっさんビル）は、大阪市北区中之島にある超高層ビルの名称である。
テナントは名前の通り三井物産がメインであるが、他に住友重機械工業、プルデンシャル生命保険、電通テックなどの企業が支社・支店を置いている。

## 主なテナント
- 三井物産関西支社
- レアジョブ関西支社
- プライフーズ大阪営業所
- サンエイ糖化大阪営業所
- プルデンシャル生命保険大阪第十支社
- JA三井リース大阪支店
- マクニカ大阪オフィス
- マクニカネットワークス西日本営業所
- 瀬戸内海放送大阪支社
- オリコム大阪支社
- 高島大阪支店
- マニュライフ生命保険淀屋橋営業所
- 住友重機械工業関西支社
- エディオン本社
- 三井情報西日本支店 中之島オフィス
- 電通テック関西支社
- NEXCOシステムソリューションズ大阪支店
- 山口放送大阪支社
- マリンフーズ
- 西川コミュニケーションズ大阪支社
- 青森テレビ大阪支社

## 周辺情報
- 中之島
- 中之島三井ビルディング（同じく中之島にある三井系ビル）

## 交通アクセス
- Osaka Metro御堂筋線・京阪本線：淀屋橋駅
- Osaka Metro四つ橋線：肥後橋駅
- 京阪中之島線：渡辺橋駅